# Prosthechea serrulata
Prosthechea serrulata är en orkidéart som först beskrevs av Olof Swartz, och fick sitt nu gällande namn av Wesley Ervin Higgins. Prosthechea serrulata ingår i släktet Prosthechea och familjen orkidéer. Inga underarter finns listade i Catalogue of Life.